# Tatort: Siebte Etage
Siebte Etage ist ein Fernsehfilm aus der Krimireihe Tatort. Der vom WDR produzierte Beitrag ist die 1281. Tatort-Episode und wurde am 24. November 2024 im SRF und im Ersten ausgestrahlt. Das Kölner Ermittlerduo Ballauf und Schenk ermittelt in seinem 91. Fall.

## Handlung
Als der Haustechniker Malik Zeman tot vor einem Kölner Eroscenter aufgefunden wird, werden die Kommissare Max Ballauf und Freddy Schenk zum Tatort gerufen. Untersuchungen legen nahe, dass Malik aus dem Fenster des Hauswirtschaftsraums in der siebten Etage gestoßen wurde. Dort war er zuvor damit beschäftigt, in den Räumen der Prostituierten eine neue Sicherheitsanlage einzubauen.
Die Kommissare erfahren, dass Malik zuvor anonym bei Gerald Kneissler, dem Geschäftsführer des Eroscenters, angeschwärzt wurde, mit Kokain und Tilidin zu handeln. Kneissler gibt an, bei einer Durchsuchung von Maliks Zimmer jedoch keine Drogen gefunden zu haben. Kaja Zeman, die Schwester von Malik und Betreiberin eines Frisörsalons auf der siebten Etage, gesteht, dass sie die Anschuldigung in der Hoffnung verfasst habe, dass Kneissler ihren Bruder entlassen würde, da dieser eine ihrer in mühsamer Handarbeit gefertigten Perücken ramponiert habe.
Chiara Passlak, Inhaberin des Nagelstudios in der siebten Etage, hat auf Anraten Maliks ihre Altersversorgung in dubiose Aktien gesteckt und dabei alles verloren. Als die Kommissare sie im Eroscenter nicht antreffen, machen sie sich auf die Suche und finden sie schließlich erschlagen am Herkulesberg.
Jasmin Backes arbeitet ebenfalls als Prostituierte im Eroscenter. Ihre Mutter ist vor kurzem verstorben, doch ihr Vater, der den Kontakt zu seiner Tochter wegen ihres Berufs abgebrochen hat, möchte sie nicht bei der Beerdigung sehen.
Schließlich finden die Ermittler heraus, dass Jasmin diejenige war, die Malik aus dem Fenster stieß, nachdem dieser sich den Frauen gegenüber respektlos verhalten hatte und mit Absicht auf der Toilette daneben gepinkelt hatte. Als sie ihren Ohrring, den Malik mit sich in die Tiefe gerissen hatte, einsammelte, wurde sie dabei von Chiara gefilmt. Mit diesem Video versuchte Chiara Jasmin zu erpressen, woraufhin diese sie im Affekt erschlug.
Als Kneissler Cosima Adam aus dem Establishment wirft, weil sie gegen die Kondompflicht verstoßen habe, sieht Jasmin rot und erdrosselt Kneissler in seinem Büro. Sie flüchtet zu ihrem Stammkunden Kai Jankow, der nach einer Trennung allein mit seiner Tochter lebt. Nachdem dieser sexuell zudringlich wird, sticht sie auf ihn ein und es kommt zu einem heftigen Kampf. Währenddessen verfolgen Ballauf und Schenk das GPS-Signal von Jasmins Leasing-Auto und lokalisieren so den einzigen in der Nähe des geparkten Wagens wohnhaften Kai. Sie kommen gerade noch rechtzeitig, um Kai das Leben zu retten und nehmen Jasmin in Haft.
Der Film endet mit einer Kamerafahrt durch die siebte Etage des Eroscenters, vorbei an den bekannten Figuren und einer neuen Prostituierten im Zimmer von Jasmin mit dem gleichen Namensschild.

## Produktion und Hintergrund

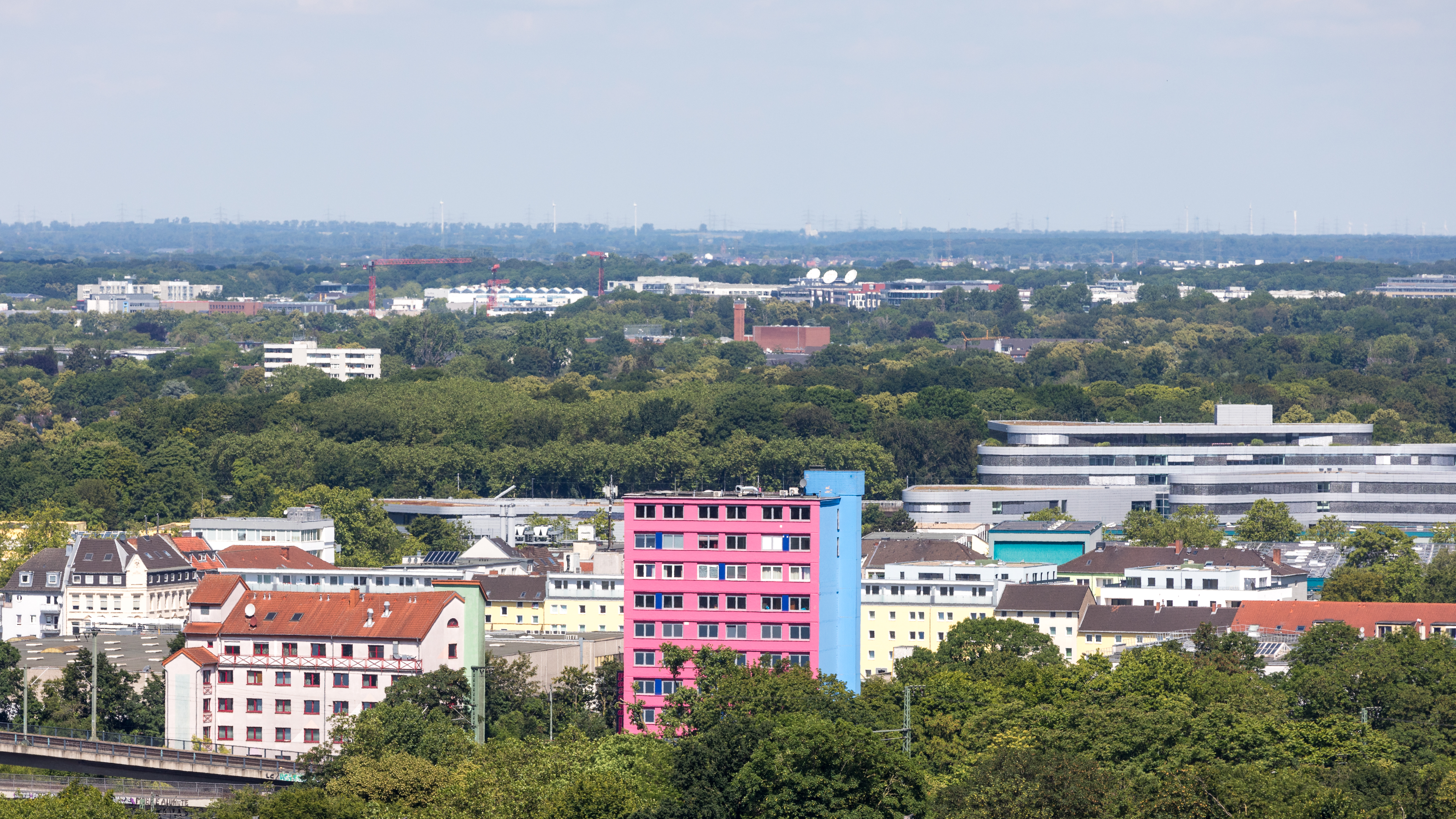
Als Filmmotiv für das Bordell diente ein Eroscenter in der Kölner Hornstraße (Gebäude links)

Die Dreharbeiten fanden vom 19. September 2023 bis zum 20. Oktober 2023 in Köln statt. Als Motiv für das Bordell fungierte ein real existierendes Kölner Eroscenter. Dieses war auch während des Drehs in Betrieb, lediglich das Stockwerk, in dem die Dreharbeiten stattfanden, war abgeriegelt.
Produziert wurde der Film von der Bavaria Fiction im Auftrag des WDR mit Götz Bolten als verantwortlichem Redakteur und Jan Kruse als ausführendem Produzenten. Das Drehbuch stammt von Eva und Volker A. Zahn, die zuvor bereits die Bücher zu Hubertys Rache und Abbruchkante für das Kölner Team geschrieben hatten. Regie führte Hüseyin Tabak.
Die Bildgestaltung übernahm Lukas Gnaiger, die Musik schrieb Judit Varga, die Montage verantwortete Jochen Retter und das Casting Phillis Dayanir. Zuständig für das Szenenbild war Michaela Schumann, das Kostümbild Genoveva Kylburg und die Maske Ulrike Bruns-Giffel und Peggy Lilkendey.

## Rezeption

### Kritiken
Rainer Tittelbach vergibt auf tittelbach.tv fünf von sechs Sternen und bezeichnet Siebte Etage als einen Tatort, der voller großartiger filmischer Einfälle stecke. Der Film beginne als cleverer Whodunit, entwickele sich zunehmend zu einem vielschichtigen Drama, bevor weitere Tote den Krimi in einer Tragödie gipfeln lassen. Die Grundlage hierfür bilde ein gut recherchiertes und stimmig konstruiertes Drehbuch. Er resümiert mit Alles passt, auch der Krimi.
Wenig überzeugt zeigt sich Christian Buß auf Spiegel online. Dieser Tatort wolle Sexarbeiterinnen eine Stimme geben, weide sich aber doch nur in grellen Farben an ihrer Tragik. Die Frauenportraits funktionierten allesamt nur als Elends-Schau mit schmieriger Begleitmusik. Er vergibt 4 von 10 Punkten.
In der Welt schreibt Elmar Krekeler von einem fast unscheinbaren Klassiker. Schon mit der ersten meisterhaft erzählenden Kamerafahrt zeige Regisseur Tabak was er vorhabe. Nämlich keine Elends- oder Erlösungsgeschichte zu erzählen, sondern Menschen Stimme und Gesicht zu geben. So sei das Kunststück gelungen, aus gefährlich nah am Kitsch gebauten Elementen eine überhaupt nicht kitschige Erzählung zu bauen, in der sich auch die eigentliche Mord- und Totschlaggeschichte organisch einfüge.
Kritisch sieht Marion Löhndorf von der Neuen Zürcher Zeitung den Tatort. Er ergreife leidenschaftlich Partei für die Prostituierten, indem er sie als an ihrer Tätigkeit schwer Leidende porträtiere und damit auf reine Opfer reduziere. Das größte Problem sieht Löhndorf aber im Statement-Charakter des Films: Er übertreibt – und geht bis an die Grenze der Peinlichkeit.
Im Tagesspiegel meint Markus Ehrenberg, dass sich dieser Tatort im wahrsten Sinne des Wortes mit voller Wucht in das Thema der Sexarbeit werfe. Es handle sich um einen fulminanten Rache-Krimi, der irgendwo zwischen Pretty Woman und Taxi Driver angesiedelt sei.
Ingo Scheel von N-tv sah einen inszenatorischen Drahtseilakt, der bis zum Ende konsequent und spannend auserzählt sei. So gerate der Ausflug in diese Parallelwelt zu einem Krimi mit Tiefgang, ohne die üblichen Puff-Klischees. Scheel resümiert mit: Kein konventioneller Krimi, aber gerade deswegen so nachhallend über den Abspann hinaus.
In der Frankfurter Allgemeine Zeitung schreibt Heike Hupertz, dass es sich um einen sozialkritischen Krimi der überdeutlichen Art handle. Man merke, dass die Autoren viel recherchiert hätten, so würden diese die ernüchternde Realität zeigen. Dies passiere teils drastisch, teils melodramatisch. Siebte Etage verstehe sich vor allem als Aufklärungsfilm für ein Publikum, das sich über die Sexarbeiterinnen noch keine Gedanken gemacht habe.
Mit Karacho ins Klischee urteilt der General-Anzeiger und kritisiert, dass die Autoren entgegen ihrer Behauptung, nicht in die Klischeefalle getappt zu sein, alles dafür tun würden, um die Klischeefalle bloß nicht zu umschiffen. Die Frauen seien zwar nicht unbedingt Opfer von Zuhältern, aber Opfer ihrer Überforderung mit dem Leben.
Auf Kino.de attestiert Marek Bang wiederum ein stimmiges Drehbuch. Die Milieustudie über das Leben und Arbeiten in einem Eroscenter nehme ihre Charaktere ernst und verpasse ihnen glaubwürdige Biographien. Dies trage dazu bei, dass übliche Klischees weitgehend umkurvt würden. Auch die klassischen Versatzstücke eines sonntäglichen Krimis sieht er nicht vernachlässigt, so entwickle sich der Film im letzten Drittel gar in die Richtung eines knalligen Actionthrillers.
Eric Leimann von Prisma.de bezeichnet Siebte Etage als einen sehr stimmungsvoll fotografierten und inszenierten Film, der mit wunderschönen poetischen Momenten aufwarte. Aufgrund von Schwächen als Krimi und in der Figurenzeichnung sieht er allerdings einen eher missratenen Tatort mit viel Moral.

### Kritik an Darstellung von Sexarbeit
Der Berufsverband erotische und sexuelle Dienstleistungen kritisiert in einem Beitrag mit dem Namen Eklige Männer und Mordphantasien – was im Tatort als Aufklärung über Sexarbeit durchgeht, die Art und Weise der Darstellung von Prostitution in Siebte Etage. Es werde ein Bild gezeichnet das nicht im geringsten mit der durchschnittlichen Realität von Sexarbeitenden in Deutschland übereinstimme. Zudem werde klischeehaft und stark emotionalisierend mit dem Narrativ der Traumatisierung gespielt.
Im Gegensatz dazu lobt der für ein Sexkaufverbot eintretende Bundesverband Nordisches Modell, dass der Film die Realität der Prostitution treffend aufzeige und die Situation der prostituierten Frauen respektvoll und einfühlsam darstelle. Gerade Letzteres sei nicht selbstverständlich. Oft würden Stereotype über prostituierte Frauen in filmischen Darstellungen reproduziert und die Prostitution verharmlost.

### Einschaltquoten
Die Erstausstrahlung am 24. November 2024 wurde in Deutschland von 9,8 Millionen Zuschauern gesehen und erreichte einen Marktanteil von 32,3 % für Das Erste. Siebte Etage war damit die im November 2024 meistgesehene Sendung im deutschen Fernsehen und erzielte die dritthöchste Reichweite unter allen Tatort-Folgen im Jahr 2024.